# محوطه گلان ۲
محوطه گلان ۲ در شهرستان مهران، بخش صالح آباد، روستای گلان واقع شده و این اثر در تاریخ ۱۴ مرداد ۱۳۸۲ با شمارهٔ ثبت ۹۵۱۷ به‌عنوان یکی از آثار ملی ایران به ثبت رسیده است.